# كمال الألفي
كمال الألفي (13 مايو 1955 - 29 يناير 2017) ممثل مصري.

## حياته
بدأ نشاطه الفني في منتصف التسعينيات وهو غزير الإنتاج يعمل بنشاط كبير في العديد من المسلسلات التليفزيونية ومن أهمها «الضوء الشارد»1998 و «ام كلثوم» 1999 و«لدواع أمنية»2002 و«قلب ميت»2008 و«اسم مؤقت»2013. ومن الأفلام التي عمل بها «عفريت النهار» 1997 و «سوق المتعة»2000 و «معالى الوزير»2002 و«صرخة نمله»2011.
عمل لفتره طويله باحد البنوك الاجنبيه واستقال منها لممارسه مهنه التمثيل وكان مهتم بنشاطه الرياضي وعمل كمدرب لكمال الاجسام و كان يمتلك صاله تدريب خاصه بها بمنطقه مصر الجديده وأيضاً حبه للتمثيل  دفعه لتصفيه نشاطه الرياضي.[بحاجة لمصدر]

## من أعماله

### المسلسلات
- أسرار
- السيدة الأولى
- فيفا أطاطا

### السينما
- سالم أبو أخته
- صرخة نملة
- طاطا نام طاطا قام

## وفاته
وافته المنية، صباح يوم 29 يناير 2017، داخل أحد المراكز الطبية  بعد صراع مع المرض، حيث كان يعالج فيها.

## روابط خارجية
- كمال الألفي على موقع الدهليز
- كمال الألفي على موقع قاعدة بيانات الأفلام العربية